# Градіште-под-Вратном
Градіште-под-Вратном (словац. Hradište pod Vrátnom) — село, громада округу Сениця, Трнавський край. Кадастрова площа громади — 25.19 км².
Населення 686 осіб (станом на 31 грудня 2020 року).

## Історія
Градіште-под-Вратном згадується 1262 року.

## Населення
| Рік:            | 1994. | 2004.   | 2014.   | 2024.   |
| --------------- | ----- | ------- | ------- | ------- |
| Кількість осіб: | 692   | 701     | 659     | 665     |
| Різниця:        |       | +1,30 % | -5,99 % | +0,91 % |

| Рік:            | 2023. | 2024.   |
| --------------- | ----- | ------- |
| Кількість осіб: | 661   | 665     |
| Різниця:        |       | +0,60 % |